# Perth Scorchers
Perth Scorchers – australijski klub krykietowy z siedzibą w Perth.
Występuje w rozgrywkach KFC T20 Big Bash League, a powstał w 2011 roku w wyniku ich reorganizacji. Od 2018 domowe mecze rozgrywa na Perth Stadium. Głównym kolorem klubu jest pomarańczowy. Aktualnym trenerem jest Adam Voges